# Prinses Gaoyang
Prinses Gaoyang (Chinees:  高陽公主; 627 – 6 maart 653) was de 17e dochter van keizer Tang Taizong van de Tang-dynastie. Zij was zijn favoriete dochter.

## Jeugd
Ze werd geboren in de keizerlijke familie. Haar ouders verwenden haar. Ze had grote kamers in het paleis en veel bedienden.

## Liefdesaffaire met Bianji
In haar late tienerjaren had Gaoyang een liefdesaffaire met de monnik Bianji (辩机). Ze hielden dat voor een aantal jaren verborgen om twee redenen: Monniken werden niet geacht dit soort relaties te onderhouden en Gaoyang was verloofd met een rijke edelman met de naam Fang Yi'ai (房遺愛). Toen dit toch bekend werd, werd Bianji uit het klooster gehaald en opgehangen.

## Latere jaren en dood
Gaoyang werd bitter na de dood van Bianji. Haar huwelijk met  Fang Yi'ai ging door, al probeerde ze dat te verhinderen. Gaoyang en Fang Yi'ai groeiden naar elkaar toe en waren verbonden in hun haat jegens het keizerlijke hof. Zij verzamelden een leger, waarmee ze een rebellie tegen haar broer, keizer Tang Gaozong en keizerin Wu Zetian leidden. De bestorming van het paleis werd echter gestopt en Gaoying en haar man werden kort daarna opgehangen.